# Antijunak
Antijunak (tudi antiheroj) je glavni lik v literarnem delu (v literaturi, filmu, na televiziji itd.), ki morda nima nekaterih običajnih junaških lastnosti, kot sta idealizem in moralnost. Čeprav lahko antijunaki občasno storijo občinstvu moralno pravilna dejanja, se njihovi razlogi za početje morda ne ujemajo z moralo občinstva.
Antijunak je literarni izraz, ki ga lahko razumemo kot nasprotje tradicionalnemu junaku, tj. junaku z visokim družbenim statusom, ki je priljubljen pri širšem ljudstvu. Poleg tega imajo znanstveniki za antiheroja še dodatne zahteve.
Racinskega antijunaka opredeljujejo trije dejavniki. Prvi je antijunakova obsodba na neuspeh še pred pričetkom njegove zgodbe. Drugi dejavnik je, da za ta neuspeh krivi vse razen sebe. Tretji dejavnik je ponujanje kritike družbene morale in resničnega sveta. Po mnenju drugih raziskovalcev je antijunak po svoji naravi junak z določenega stališča in zlobnež z drugega.
Običajno je anitjunak osrednja točka konflikta v zgodbi, bodisi kot protagonist bodisi kot antagonist, kar je posledica antiherojeve vpletenosti v konflikt, običajno po lastni volji, in ne zaradi občutka služenja nečemu večjemu. Tako se antijunak osredotoča predvsem na svoje osebne motive, vse drugo pa je drugotnega pomena.